# Relations entre l'Azerbaïdjan et la Thaïlande
Les relations diplomatiques entre l'Azerbaïdjan et la Thaïlande désignent les relations entre la République d'Azerbaïdjan et le royaume de Thaïlande depuis 1992.

## Histoire
Les relations diplomatiques entre l'Azerbaïdjan et la Thaïlande sont établies le 7 juillet 1992.
Un groupe de travail sur les relations interparlementaires entre l'Azerbaïdjan et la Thaïlande travaille dans le Milli Majlis de la République d'Azerbaïdjan.